# Høysommer
Høysommer är en norsk svartvit dramafilm från 1958 i regi av Arild Brinchmann. Den bygger på Cora Sandels novell Nina och i rollen som Nina ses Urda Arneberg.

## Handling
Den unga konsulhustrun Nina driver ut i en båt i fjorden för att begå självmord. Vattnet för henne till stranden på en fyrö, där hon upptäcks av öns enda invånare, fyrvaktaren Rasmus. De två finner varandra genom gemensamma intressen och olikheter. Efterhand kommer dock Ninas man för att hämta henne och konflikten trappas då upp.

## Rollista
- Urda Arneberg – Nina
- Jørn Ording – Rasmus
- Lalla Carlsen – Oline
- Nils Hald – Trond
- Ola Isene – Andreas
- Ottar Wicklund

## Om filmen
Høysommer producerades av Contact Film AS med Øyvind Vennerød som produktionsledare. Den är regissören Arild Brinchmanns andra och sista långsfilmsregi innan han övergick till TV-mediet. Manus skrevs av Jørn Ording som även spelade en av huvudrollerna som fyrvaktaren Rasmus. Fotograf var Gunnar Syvertsen och klippare Vennerød. Musiken komponerades av Gunnar Sønstevold. Filmen hade premiär den 20 oktober 1958 i Norge.